# Perełkowiec
Perełkowiec (Styphnolobium Schott) – rodzaj roślin należących do rodziny bobowatych, do podrodziny bobowate właściwe. Występują głównie na obszarach tropikalnych.

## Systematyka
Pozycja systematyczna według Angiosperm Phylogeny Website (2001...)
Należy do rodziny bobowatych (Fabaceae), która wraz z rodzinami mydłokrzewowatych i krzyżownicowatych tworzy rząd bobowców w obrębie dwuliściennych właściwych. W obrębie rodziny należy do podrodziny bobowatych właściwych Faboideae i plemienia Sophoreae.
Pozycja w systemie Reveala(1993-1999)
Gromada okrytonasienne (Magnoliophyta Cronquist), podgromada Magnoliophytina Frohne & U. Jensen ex Reveal, klasa Rosopsida Batsch, podklasa różowe (Rosidae Takht.), nadrząd Fabanae R. Dahlgren ex Reveal, rząd bobowce (Fabales Bromhead), rodzina bobowate (Fabaceae Lindl.), rodzaj (Styphnolobium Schott).
Lista gatunków
| - Styphnolobium burseroides M. Sousa, Rudd & González Medrano, Francisco - Styphnolobium caudatum M.Sousa & Rudd - Styphnolobium conzattii (Standl.) M. Sousa & Rudd - Styphnolobium japonicum (L.) Schott – perełkowiec japoński | - Styphnolobium monteviridis M. Sousa & Rudd - Styphnolobium parviflorum M. Sousa & Rudd - Styphnolobium protantherum M. Sousa & Rudd - Styphnolobium sporadicum M. Sousa & Rudd |